# Margaret Grey Porter
Pour les articles homonymes, voir Grey et Porter.
Margaret Grey Porter (morte en 1881) est une philanthrope irlandaise qui a développé et mis en place la dentelle de Carrickmacross,,,.

## Biographie
Margaret Grey Porter est née Margaret Lavinia Lindsey, fille aînée de Thomas Lindsey, et de Lady Margaret, fille de Charles Bingham, premier comte de Lucan. Elle avait trois frères et quatre sœurs. Elle a épousé le révérend John Grey Porter (1789-1871) en 1816. Il a été le recteur de Kilskeery, comté de Monaghan de 1814 à 1871. John Grey Porter est le fils de l'évêque de Clogher, John Porter. C'est une très riche famille et Jean Grey Porter fit de larges dons à l'Église d'Irlande.
Peu de temps après leur mariage, le couple visite l'Italie. Là-bas, Porter achète des échantillons d'ouvrages italiens en appliqué inversé ; à leur retour à Kilskeery, elle étudie la façon de recréer ces ouvrages avec sa femme de chambre, Ann Steadman. La nouvelle technique de dentelle qu'elles développent suscite un intérêt. Aux environs de 1820, les femmes enseignent la technique de fabrication de cette dentelle à partir de modèles qu'elles ont élaborés. Le résultat est la dentelle de Carrickmacross qui est un succès permettant aux femmes locales de gagner des revenus supplémentaires. Quand Porter et son mari ont quitté la zone, l'enseignement de la technique a été repris par les deux demoiselles Reid de Rahans, et plus tard par Tristram Kennedy,,.
Son mari a acheté le domaine de Belleville et les terres de Belmore dans le comté de Fermanagh en 1830. Plus tard, il a acheté le palais épiscopal Clogher, renommé Clogher Park, en 1850. Après la mort de son mari, Margaret Grey Porter a vécu à Clogher Park jusqu'à sa mort en 1881. Dans les années 1870, la famille Porter possédait de 20 000 acres. Les Porter ont eu un fils, John Grey Vesey Porter, et six filles.